# Sněžné (ort i Tjeckien, Vysočina)
Sněžné är en köping i Tjeckien.   Den ligger i distriktet Okres Žďár nad Sázavou och regionen Vysočina, i den centrala delen av landet, 130 km öster om huvudstaden Prag. Sněžné ligger 676 meter över havet och antalet invånare är 752.
Terrängen runt Sněžné är platt åt sydväst, men åt nordost är den kuperad. Runt Sněžné är det ganska tätbefolkat, med 100 invånare per kvadratkilometer. Närmaste större samhälle är Nové Město na Moravě, 9,9 km söder om Sněžné. Trakten runt Sněžné består till största delen av jordbruksmark.